# Harvey J. Karten
Harvey Jules Karten (* 13. Juli 1935 in Bronx, New York City; † 15. Juli 2024 in Del Mar, Kalifornien) war ein US-amerikanischer Neurobiologe und Experte auf dem Gebiet der vergleichenden Hirnforschung speziell bei Vögeln. Von 1986 bis zu seiner Emeritierung im Jahr 2014 war er Professor für Neurowissenschaften an der University of California, San Diego.

## Leben
Harvey Karten war der Sohn jüdischer Einwanderer aus Galizien und kam im Stadtteil Bronx von New York City zur Welt. Die ältere Schwester Deborah war Jahrgang 1929. Seine Eltern, Ernst Karten und Esther Wacks Karten, waren Mitte der 1920er-Jahre mit ihren Familien und unabhängig voneinander aus der heute Maladsetschna heißenden Stadt – damals zu Polen gehörend, heute zu Belarus – in die USA übergesiedelt. Hintergrund der Auswanderung waren staatlich geförderter Antisemitismus in ihrer osteuropäischen Heimat. Vor Eintritt in die Grundschule zog die Familie ins angrenzende Jersey City, wo die Eltern einen kleinen Süßwarenladen betrieben. Harvey hingehen wuchs weiterhin vorwiegend in New York City auf, denn dort besuchte er eine traditionelle jüdische Internatsschule (The Rabbi Jacob Joseph School) mit einem streng talmudischen Lehrplan und erwarb 1951 den High-School-Abschluss an der Yeshiva High School (auch: Manhattan Talmudical Academy) in Manhattan und 1955 den Bachelor-Grad in Chemie an der Yeshiva University. Die Schulwahl war dem Umstand geschuldet, dass keine anderen privaten Schulen den Sohn einer armen jüdischen Familie akzeptiert hätten.
Dem Drängen der Eltern folgend, studierte er Medizin bis 1959 am Albert Einstein College, das der Yeshiva University angeschlossen ist. Es folgten ein ärztliches Praktikum in Salt Lake City und eine Facharztausbildung für Psychiatrie in Denver. 1961 verzichtete er dann aber auf eine medizinische Karriere zugunsten biologischer Grundlagenforschung und wechselte ans Walter Reed Army Institute of Research, wo er u. a. die Forschungsprojekte der Neuroanatomen Walle Nauta, David H. Hubel und Robert Galambos kennenlernte. 1965 folgte er Walle Nauta als Wissenschaftlicher Mitarbeiter ans Massachusetts Institute of Technology, wo er u. a. in Kontakt mit Lennart Heimer, Paško Rakić und Torsten N. Wiesel kam. 1974 wurde er als Professor für Psychiatrie und Verhaltenswissenschaften an die Stony Brook University berufen. 1986 wurde er schließlich als Professor für Neurowissenschaften an die University of California in San Diego berufen und zugleich als Lehrbeauftragter (Adjunct Professor) an das benachbarte Salk Institute for Biological Studies.
Harvey Karten war von 1964 bis zu ihrem Tod im Jahr 2014 mit Elizabeth Bunim verheiratet; das Paar hatte drei Söhne. Karten, der in seinem letzten Lebensjahrzehnt an der Parkinson-Krankheit litt, aber noch bis wenige Monate vor seinem Tod wissenschaftlich publizierte, verstarb zwei Tage nach seinem 89. Geburtstag an den Folgen einer Hirnblutung, die sich drei Wochen zuvor ereignet hatte.

## Forschung
Harvey Karten erforschte jahrzehntelang insbesondere den Aufbau des Vorderhirns der Vögel sowie die evolutionären Beziehungen zwischen dem Endhirn der Vögel und dem Neocortex der Säugetiere. In einem Nachruf in der Fachzeitschrift Current Biology hieß es, seine „wegweisenden Studien“ hätten die in den 1960er-Jahren in akademischen Fachkreisen allgemein anerkannten „Vorstellungen von der Organisation des Gehirns und der Intelligenz von Wirbeltieren, die keine Säugetiere sind, grundlegend verändert.“ So sei man damals – trotz fehlender vergleichender Studien – davon ausgegangen, dass die Evolution des menschlichen Vorderhirns durch eine allmähliche Vorwärtswanderung „primitiver“ Hirnstamm-Funktionen zustande kam. Karten hingegen entdeckte bei Vögeln wichtige Seh- und Hörbahnen zum Vorderhirn, fand vergleichbare Bahnen auch bei anderen Wirbeltieren, speziell bei Schildkröten und Fischen, und bewies, dass die Gehirne der Säugetiere und von Wirbeltieren, die keine Säugetiere sind, homolog sind. Diese Entdeckung trug dazu bei, die evolutionäre Frage nach dem Ursprung des Neokortex von Säugetieren zu lösen und lenkte die Erforschung des Kortikalisierung bei Säugetieren in neue Bahnen.
Karten nutzte für seine Studien die von Walle Nauta entwickelte Silberimprägniermethode um Nervenfasern sagittal, frontal und in horizontaler Ebene visuell darzustellen. Als Modelltier für seine Forschung am Vogelgehirn wählte er Haustauben, die bis dahin in der Neurobiologie keine Rolle gespielt hatten.

## Ehrungen
- 2008: Mitglied der American Academy of Arts and Sciences
- 2015: Mitglied der National Academy of Sciences

## Schriften (Auswahl)
- mit William Hodos: A stereotaxic atlas of the brain of the pigeon (Columba livia). Johns Hopkins Press, Baltimore 1967.
- Evolutionary developmental biology meets the brain: The origins of mammalian cortex. In: PNAS. Band 94, Nr. 7, 1997, S. 2800–2804, doi:10.1073/pnas.94.7.2800.

## Belege
1. 1 2 3  Thomas E. Finger: Harvey J. Karten (1935–2024). In: Current Biology. Band 34, Nr. 22, 2024, S. R1111–R1114, doi:10.1016/j.cub.2024.10.036.
2. ↑  Anton Reiner: Harvey's Story. In: Journal of Comparative Neurology. Band 532, Nr. 11, 2024, e25685, doi:10.1002/cne.25685, Volltext (PDF).
3. 1 2 3  Remembering comparative neuroanatomy ‘great-grandfather’ Harvey Karten. Nachruf auf dem Server der Simons Foundation vom 9. August 2024.

| Personendaten    | Personendaten                  |
| ---------------- | ------------------------------ |
| NAME             | Karten, Harvey J.              |
| ALTERNATIVNAMEN  | Karten, Harvey Jules           |
| KURZBESCHREIBUNG | US-amerikanischer Hirnforscher |
| GEBURTSDATUM     | 13. Juli 1935                  |
| GEBURTSORT       | Bronx, New York City           |
| STERBEDATUM      | 15. Juli 2024                  |
| STERBEORT        | Del Mar (Kalifornien)          |